# 宍戸開
宍戸 開（ししど かい、本名：同じ、1966年9月4日 - ）は、日本の俳優、タレント。GATE所属。血液型はB型。
東京都出身。桐朋中学校・高等学校卒業、玉川大学文学部芸術学科演劇専攻中退。父親は同じく俳優の宍戸錠。姉はエッセイストの紫しえ。俳優の郷鍈治は叔父、歌手のちあきなおみは叔母に当たる。
五影 開（いつかげ かい）の名義で写真家としても活動している。写真家としては主にフォトエッセイ、人物ドキュメンタリーなどの分野で活動している。

## 略歴
- 1966年9月4日、東京都に生まれる。
- 1988年 「武田信玄」で役者としてデビュー。
- 1989年 映画『マイフェニックス』で映画初出演、『日本アカデミー賞』新人俳優賞受賞。以後、映画・テレビ・ビデオ・その他出演多数。
- 2010年12月 1年半交際した同じ歳の一般女性と婚姻届出。連れ子あり。

## エピソード
- 父親が「錠」なので、息子がそれを開くという意味で「開」という名前になったとのこと。ちなみに弟の名前は「表（ひょう）」であり、親子の名前をつなげると「錠を開いて表へ出る」となるという[2]。
- 俳優になる前は温泉旅館の仲居として働いていた。
- 親子そろって、フジテレビ系番組『くいしん坊!万才』のレポーターであった[3]。
- 親子そろって、カラービキニブリーフの愛用者である。小学生まで白ブリーフだったが、中学生の頃から父のビキニブリーフを穿くようになった。
- 1988年の大河ドラマ『武田信玄』において父・錠が原虎胤を演じたのち、19年後の2007年の大河ドラマ『風林火山』では息子・開が同じく原虎胤を演じている。
- 幼少時、『元祖どっきりカメラ』（日本テレビ系）で仕掛人となったことがある。寝ている錠の顔にいきなりパイをぶつけるというものであった。
- 高校・大学時代はスキー競技に出場。1984年、スキー回転競技インターハイに東京都代表として出場。1987年、スキー回転競技インターカレッジに玉川大学代表として出場。
- 2010年に子持ちの一般女性と結婚したが、父・錠に結婚の報告を一切していなかったことから関係が悪化し、事実上の勘当状態に陥っていたという。2013年に錠の自宅が火災で焼失した際も、開が火災現場に足を運んだのは一度のみで、記者からの質問にも「僕には関係ないことだから…」と言葉を濁した。錠も女性セブンの取材に対し「自分が死んだら土地は長女のところに行くだろう」と回答し、開の相続権についても「ない」と即答している[4][5]。
- 2016年12月いっぱいで当時所属していたオフィス・メイを離れることが公式ブログで発表された。2025年5月、GATEとのマネジメント契約の締結を発表[6]。

## 出演

### テレビドラマ
- 大河ドラマ（NHK総合）
  - 武田信玄（1988年） - 塩津与兵衛 役
  - 八代将軍吉宗（1995年） - 一橋宗尹 役
  - 毛利元就（1997年） - 武田元繁 役
  - 風林火山（2007年） - 原虎胤 役　※父・宍戸錠が大河ドラマ「武田信玄」で演じた役を父子2代で演じた
- 三毛猫ホームズシリーズ（テレビ朝日） - 石津刑事 役
  - 1「三毛猫ホームズの披露宴」（1989年9月26日）
  - 2「三毛猫ホームズの感傷旅行」（1990年8月7日）
  - 3「三毛猫ホームズの駈落ち」（1991年4月23日）
    - 第1作のみ火曜スーパーワイド枠、第2-3作は火曜ミステリー劇場枠
- あいつがトラブル（1989年12月 - 1990年3月、フジテレビ） - 虎田猛（刑事） 役
- 世にも奇妙な物語　『カウントダウン』（1990年8月30日、フジテレビ系）
- 刑事貴族シリーズ（1990年10月 - 1992年9月、日本テレビ） - 村木拓（刑事） 役
- 君の名は（1991年4月－1992年4月、NHK総合 連続テレビ小説） - 岩間（副島）伝次 役※宍戸錠と共演
- 千代の富士物語（1992年、関西テレビ / フジテレビ系） - 千代の富士貢 役
- ドラマ新銀河（NHK総合）
  - 南部大吉交番日記（1993年） - 川上巡査
- 裸の大将 第64話「生き神様になった清」（1994年、関西テレビ / 東阪企画） - 功一 役
- 火曜サスペンス劇場（日本テレビ）
  - 「刑事・鬼貫八郎シリーズ」（1994年 - 1996年） - 清水幣吉 役
- 上杉鷹山-二百年前の行政改革-（1998年1月2日、NHK総合 正月時代劇） - 佐藤文四郎 役
- 土曜ワイド劇場（テレビ朝日）
  - 花吹雪美人スリ三姉妹3（2000年）
  - 狩矢父娘シリーズ 京都貴船川殺人事件（2000年）
  - 愛と死の境界線 ～隣人との悲しき争い～（2011年、朝日放送） - 牧橋裕二 役
- 女と愛とミステリー（テレビ東京）
  - 「北アルプス山岳救助隊・紫門一鬼3・北アルプス雪山殺人迷路!」（2002年） - 吉村荘平 役
- ネオドラマ「時計仕掛け」（2003年、テレビ朝日）
- 御宿かわせみ（2003年～2004年、NHK総合）
- ウルトラQ dark fantasy 第3話（2004年、テレビ東京） - 永井陽一郎 役
- ルームシェアの女（2005年、NHK総合）
- ウルトラマンマックス（2005年～2006年、CBC） - ヒジカタ・シゲル 役
- 剣客商売スペシャル「決闘・高田の馬場」（2005年、フジテレビ / 松竹） - 羽賀儀平 役
- 「感動！戦国武将秘話 熱き男たちの友情列伝」（2010年、テレビ東京） - 前田慶次 役
- ウルトラゾーン 「スフラン島の秘蜜」（2011年、TVK） - 諸田浩 役
- 金曜スーパープライム 1000年後に残したい…報道映像「メルトダウン ～福島第一原発 あのとき何が～」（2011年12月23日、日本テレビ） - 細野豪志 役 ※再現ドラマ
- 新春ワイド時代劇「忠臣蔵～その義その愛」（2012年1月、テレビ東京） - 椎葉喜十郎 役
- 水曜ミステリー9（テレビ東京）
  - 捜査検事・近松茂道10（2012年4月） - 藤代愼一 役
  - 西村京太郎サスペンス トラベルライター青木亜木子（2013年2月20日） - 三島敏明 役
  - 看護師・戸田鮎子の推理カルテ2（2013年10月30日） - 北村健司 役
  - 特命おばさん検事! 花村絢乃の事件ファイル2（2014年2月5日） - 田辺克弘 役
  - 犯罪科学分析室 電子の標的（2015年5月13日） - 前田哲也 役
- 月曜ゴールデン（TBS）
  - 「警視庁南平班～七人の刑事～5」（2012年7月） - 水川清一 役
  - 「捜し屋★諸星光介が走る!7」（2014年8月11日） - 三上剛志 役
- 勇者ヨシヒコと悪霊の鍵 第7話（2012年11月23日、テレビ東京） - 偽ダンジョー 役
- 金曜プレステージ（フジテレビ）
  - 「黒の滑走路3」（2013年8月9日） - 星野貴之 役
- 獣医さん、事件ですよ 第8話（2014年8月21日、読売テレビ） - アラン・アキオ 役
- テレビ東京開局50周年特別企画「松本清張 黒い画集-草-」（2015年3月25日、テレビ東京） - 村木隆俊 役
- 歴史秘話ヒストリア（NHK総合）
  - 「日本で一番怖いパパ 信長」（2016年4月22日） - 織田信長 役
- 宇宙戦隊キュウレンジャー 第28話 - 第30話・第33話（2017年9月3日・10日・17日・10月8日、テレビ朝日） - オライオン 役
- 明治維新150年スペシャル 決戦!鳥羽伏見の戦い 日本の未来を決めた7日間（2017年12月30日、NHK BSP） - 滝川具挙 役
- ストロベリーナイト・サーガ（2019年4月11日 - 6月20日、フジテレビ） - 石倉保 役[7]
- コズミックフロント☆NEXT「天と地の革新～江戸天文学、三人の俊才～」（2020年、NHK BSP） - 徳川吉宗 役
- 歴史探偵（NHK総合）
  - 「大坂の陣 幻の大洪水」（2021年11月17日） - 徳川家康 役
  - 「情報戦 関ヶ原」（2022年12月14日） - 徳川家康 役
  - 「北の関ヶ原 直江兼続と伊達政宗」（2023年1月18日） - 徳川家康 役
  - 「大坂の陣 真田信繁VS.徳川家康」（2023年12月6日） - 徳川家康 役
- ばらかもん 第4話（2023年8月2日、フジテレビ） - 山村巌役
- 不適切にもほどがある! 最終話（2024年3月29日、TBS）[8]
- PJ ～航空救難団～（2025年4月24日 - 6月19日、テレビ朝日） - 堀越正一 役[9]

### ドキュメンタリー
- プレミアム8・世界一番紀行 カナダ・ファンディ湾（NHK BShi）
- イタリア特集・体感！イタリア火山（NHK BShi）
- プレミアム8・ワイルドライフ 北海道／東川町（NHK BShi）
- ネイチャリングスペシャル ～ネパール～ (テレビ朝日)
- ハイビジョン特集（NHK BShi）
- 生きもの地球紀行（NHK総合）
- ときめき大自然 1,2,3（NHK総合）
- ハイビジョンスペシャル ～オーストラリアぐるり桟橋巡りの旅～（NHK BShi）
- 報道特集・特別版 ブラジル・インディオ シャバンテ族（TBS）
- オーストラリア熱気球縦断5700km（テレビ東京）
- アマゾン・絶滅動物を探せ（テレビ朝日）
- よみがえれ!緑の大地（BS朝日）
- アジア麺の道を行く 宍戸開のふれあい食紀行（NHK BS2）
- 歴史出会い旅（NHK総合）
- 地球に乾杯 オーストラリア編（NHK総合）
- 地球に好奇心（NHK BS2）
- ワイルド・ライフ（NHK BShi）
- NHKスペシャル「首都直下地震 見逃された危機」（NHK総合）再現ドラマ出演、ナレーション
- 経済ドキュメンタリードラマ ルビコンの決断（テレビ東京）
- スポーツ大陸（NHK総合・BS1）ナレーション
- 海に生きる～種市・南部もぐりのお話（2013年12月1日、テレビ岩手） - ナビゲーター
- HAKUBA 白馬 大自然に抱かれて（2014年1月26日、BS朝日）
- ニッポン各駅早周り旅 (2016年10月29日、NHK BSP)
- ニッポン各駅車窓旅 (2017年5月20日、NHK BSP)
- BS1スペシャル「もうひとつの東京へ ～返還50年　小笠原～」（2018年9月17日、NHK BS1）[10]

### バラエティ
- 連想ゲーム（NHK総合）
- くいしん坊!万才（フジテレビ）
- テレビでアラビア語（NHK教育、2008年10月 - 2012年3月）
- 趣味Do楽「歩く旅をしよう～気ままにロングウォーク～」（NHK Eテレ、2013年10月・11月期）
- 虎ノ門市場（テレビ東京）
- ニッポンめしあがれ（2023年4月 - 、テレビ朝日）

### CM
- 日野・レンジャー
- リポビタンD（大正製薬）
- きゅうりのQちゃん（東海漬物）
- カルピス
- ハートチョコレート（不二家）
- フランソア（宍戸錠と共演）

### その他テレビ番組
- 消えた鉄道を歩く 巨木の森の小さな鉄路-高知・魚梁瀬森林鉄道 (1997年、NHK BS2)

### 映画
- マイフェニックス（1989年） - 奥村茂 役
- マドンナのごとく（1990年） - 藤堂 役
- 8マン・すべての寂しい夜のために（1992年） - 主演・東八郎 役
- スキヤキ（1995年） - 豊田 役
- 天守物語（1995年） - 姫川図書之助 役
- 渡世無頼（1995年）- 主演・南良二 役
- 書かれた顔（1996年） - 苦学生 役
- XII 1118 PROMISE THE MOON（1996年） - 主演・インストラクター 役
- Nile ナイル（1997年） - 内藤正章国際刑事 役
- 秋桜～コスモス～（1997年） - 吉田先生 役
- ベル・エポック（1998年） - カメラマン 役
- アイ・ラヴ・ユー（1999年） - 消防隊員 役
- 青空へシュート!（2000年） - 主演・小学校教師 役
- 旅の途中で ～FARDA～（2002年） - 井沢 役
- アイ・ラブ・ピース（2003年） - 吉田 役
- あずみ2（2005年） - 服部半蔵 役
- 日本の青空（2007年） - 白洲次郎 役
- いのちの山河（2009年） - 佐々木吉男 役
- 地球交響曲・ガイアシンフォニー(Gaia Symphony)（2010年） - グレッグ・レモン／ボイスオーバー
- テルマエ・ロマエ（2012年） - アントニヌス 役
- 百年の時計（2013年）
- 日本の青空シリーズ第3弾 渡されたバトン～さよなら原発～（2013年）
- テルマエ・ロマエII（2014年） - アントニヌス 役
- クローバー（2014年）
- 超高速!参勤交代 リターンズ（2016年） - 柳生幻道 役[11]
- 劇場版 ウルトラマンジード つなぐぜ! 願い!!（2018年） - ブラン・サデルーナ役[12]

## 出版作品
- 「もっと高く,もっと遠くへ」ネパール写真集（1997年）
- 「マフィーシ・ムシュケラ」エジプト写真集（1998年）
- 「ファルダ（FARDA）あした」イラン写真集（2002年）